# Richard Ball
Richard Neal Ball (Denver, 26 de julho de 1944) é um ex-ciclista olímpico norte-americano. Representou sua nação nos Jogos Olímpicos de Verão de 1972, em Munique.